# Ровенский государственный гуманитарный университет
Ровенский государственный гуманитарный университет (РГГУ) (укр. Рівненський державний гуманітарний університет (РДГУ)) — высшее учебное заведение города Ровно.

## История
- 1940 — открывается Учительский институт.
- 1953 — переименован в Педагогический институт.
- 1955 — институту присвоено имя журналиста, политического и государственного деятеля М. З. Мануильского.
- 1998 — на базе Ровенского государственного педагогического института, Ровенского государственного института культуры, Дубенского и Сарненского педагогических колледжей, а также Ровенского музыкального училища и Дубенского училища культуры создаётся РГГУ.

## Структура
В структуру университета входят Институт искусств, Институт психологии и педагогики, Институт довузовской подготовки и последипломного образования, 9 факультетов и 52 кафедры. Также есть 5 учебных корпусов и 7 общежитий.
- Институт искусств
  - Музыкально-педагогический факультет
  - Художественно-педагогический факультет
  - Факультет музыкального искусства
- Институт психологии и педагогики
  - Психолого-естественный факультет
  - Педагогический факультет
- Институт довузовской подготовки и последипломного образования,
- Факультет документальных коммуникаций и менеджмента
- Факультет иностранной филологии
- Факультет украинской филологии
- Историко-социологический факультет
- Факультет математики и информатики
- Физико-технологичный факультет
- Дубенский колледж
- Сарненский педагогический колледж
- Ровенское музыкальное училище
- Дубенский колледж культуры и искусств РГГУ
- Заочное отделение

## Выпускники

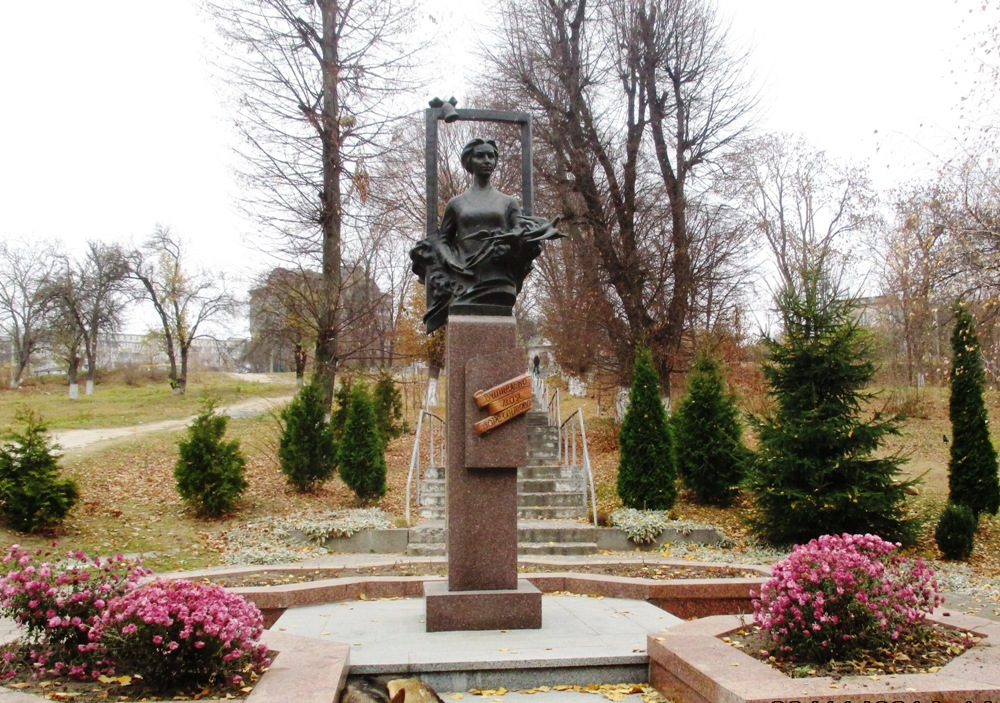
Памятник Первой учительнице, возле главного корпуса

Учёные-педагоги, доктора наук
- Б. Гольденгорин
- Б. Колупаев
- Р. Павелкив
- К. Шульжук

Профессора
- Б. Гольденгорин
- А. Воробьëв
- В. Тищук
- Т. Демьянюк
- А. Бордюк
- В. Гайбонюк
- А. Сяский
- А. Литвинчук
- В. Виткалов
- С. Шевчук

Заслуженные работники образования Украины
- В. Марцинковский
- С. Богатырчук-Кривко

Члены Национального союза писателей Украины
- Евгений Шморгун
- М. Пшеничный
- Василий Лящук

Деятели искусства
- Василий Зинкевич, народный артист Украины
- Николай Гнатюк, народный артист Украины
- Эмма Зайцева, заслуженный деятель искусств Украины
- Н. Свобода, солистка Львовской оперы
- О. Пасечник, солистка Варшавской оперы